# Garabelos (Baltar)
Garabelos (llamada oficialmente Santiago de Garabelos do Bouzo) es una parroquia y un lugar español del municipio de Baltar, en la provincia de Orense, Galicia.

## Toponimia
La parroquia también es conocida por el nombre de Santiago de Garabelos.

## Organización territorial
La parroquia está formada por dos entidades de población:
- Bouzo (O Bouzo)
- Garabelos

## Demografía

### Parroquia
| Gráfica de evolución demográfica de Garabelos (parroquia) entre 2000 y 2021 |
|                                                                             |
| Datos según el nomenclátor publicado por el INE.                            |

### Lugar
| Gráfica de evolución demográfica de Garabelos (lugar) entre 2000 y 2021 |
|                                                                         |
| Datos según el nomenclátor publicado por el INE.                        |